# Stazione di Ellera-Corciano
Stazione di Ellera-Corciano vasútállomás Olaszországban, Umbria régióban, Corciano településen.

## Vasútvonalak
Az állomást az alábbi vasútvonalak érintik:
- Foligno-Terontola-vasútvonal

## Kapcsolódó állomások
A vasútállomáshoz az alábbi állomások vannak a legközelebb: 
- Stazione di Magione
- Stazione di Perugia Silvestrini